# Carrière (juiverie)
Pour les articles homonymes, voir Carrière.

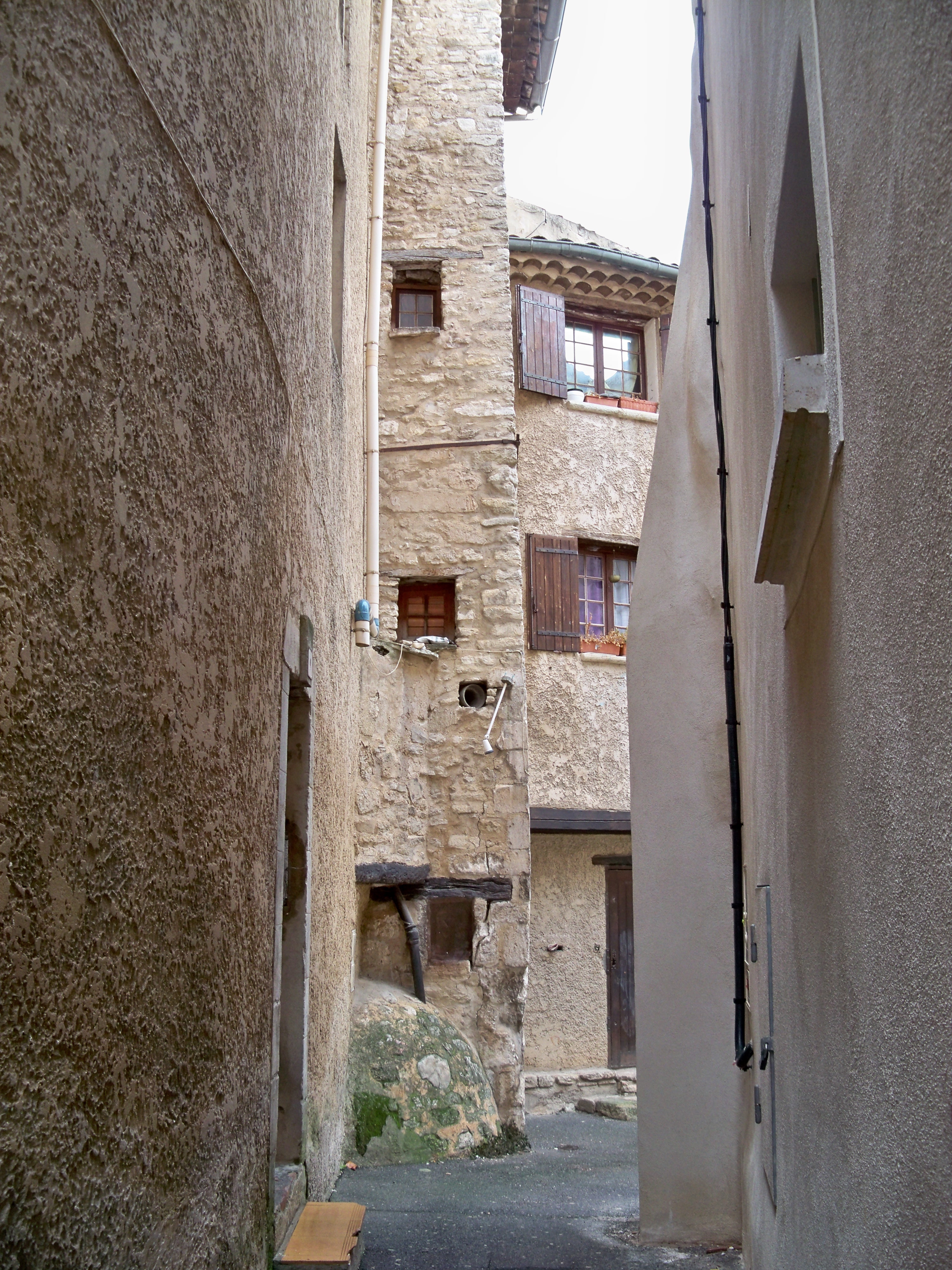
Entrée de la vieille jutarié (juiverie) d'Apt par la rue des Anciennes Prisons

La carrière (de l'occitan carriera qui signifie « rue ») désigne la rue ou le quartier juif où résidait toute la population juive de certaines villes du Comtat-Venaissin.

## Apparition des carrières
Si les Juifs ont souvent préféré se rassembler dans une partie d'une ville pour pouvoir former le minian, le quorum de 10 hommes nécessaire à la prière, et donc pour être proches de la synagogue, ils ont aussi été contraints de se limiter à des quartiers très exigus par l'Église qui voulait éviter le mélange des populations chrétiennes et juives.

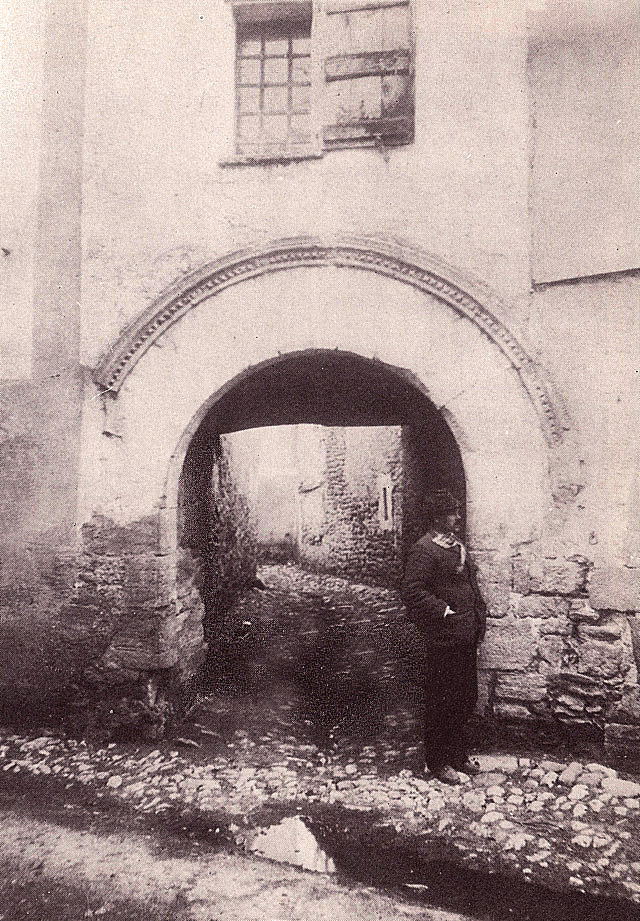
Porte de l'ancienne Juiverie de Malaucène

Au Moyen Âge, la communauté juive est bien intégrée à la population, mais à partir du IVe concile de Latran, en 1215, des mesures discriminatoires sont établies dont l'obligation de porter des marques distinctives pour empêcher les unions mixtes.
Lorsque les Juifs sont chassés du royaume de France en 1394, beaucoup se réfugient au Comtat-Venaissin qui dépend non du roi de France mais du Pape. Celui-ci les tolère moyennant de nombreuses discriminations : interdiction de participer à des corporations donc d'exercer les métiers régis par celles-ci, d’employer des chrétiens, de posséder des terres ou des immeubles, de prendre des repas en commun avec des chrétiens… Le pouvoir ecclésiastique faisait tout pour les tenir à l’écart de leurs ouailles chrétiennes. On peut noter ainsi l'interdiction faite aux Juifs de coucher hors de la Carrière sous peine de fouet (sauf permission spéciale de trois jours par mois pour affaires).
En 1498, Charles VIII chasse les Juifs de Provence après l'annexion de cette province au royaume de France. Seules subsistent donc comme habitat juif en Provence les carrières du Comtat qui reste sous l'administration papale. Du XVIe au XVIIIe siècle, il en existait quatre à Avignon, à Carpentras, la plus importante, à Cavaillon et à L'Isle-sur-la-Sorgue. Très petites en surface, tous les juifs du Pape devaient y habiter et porter un signe distinctif. Elles étaient fermées à clé la nuit.
Leur utilisation fut moins stricte au XVIIIe siècle et elles ont disparu à la Révolution. Le mot ghetto n’a jamais été utilisé avant leur disparition.
On peut encore en admirer les synagogues de Carpentras et de Cavaillon.

## Politique des légats et vice-légats pontificaux

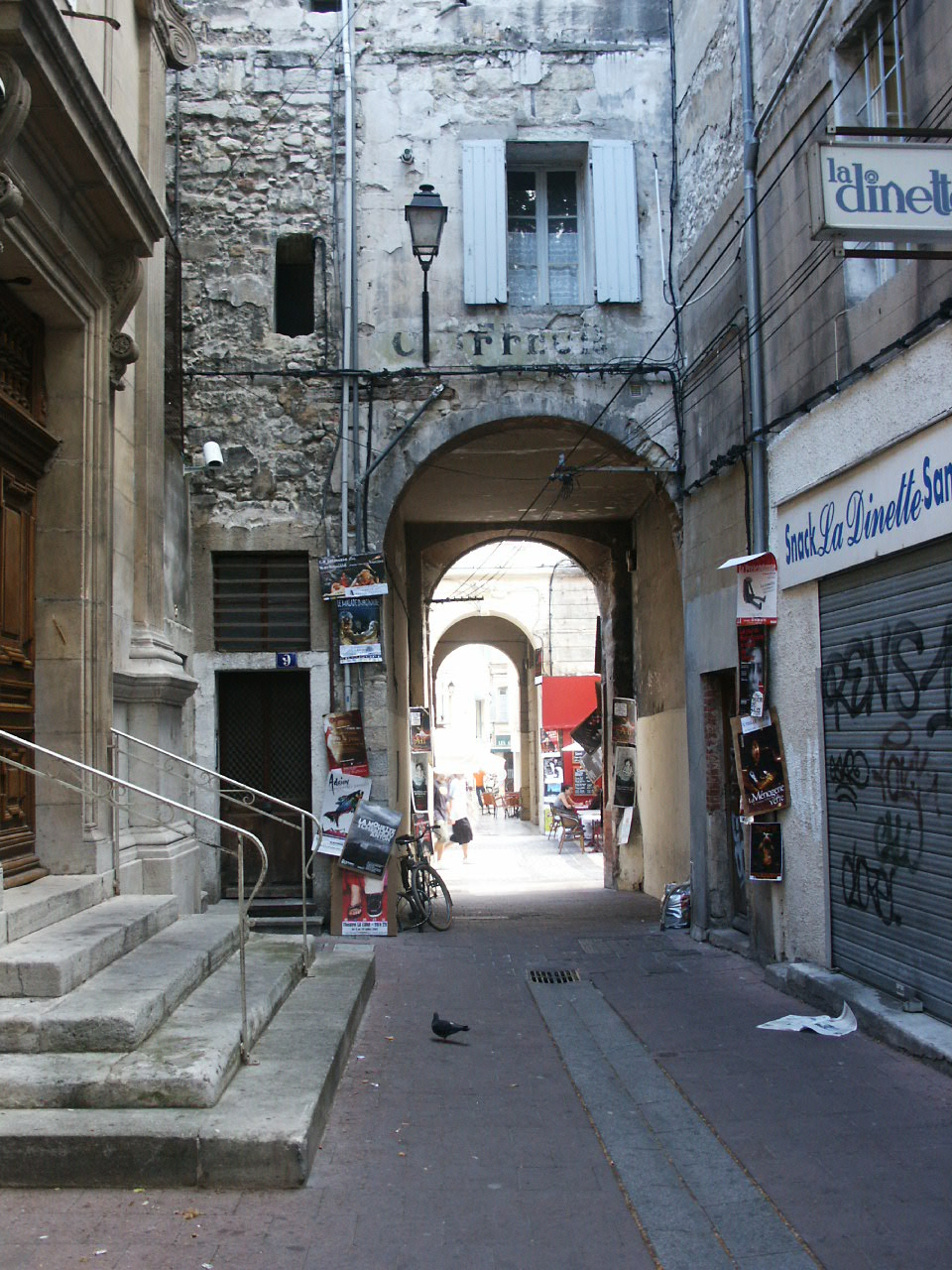
Portalet de la Calandre, entrée de l'ancienne Carrière d'Avignon

Dans une bulle du 26 février 1569, Pie V ordonne à son vice-légat d'expulser les juifs d'Avignon dans un délai de trois mois. Jean-Marie de Sala porte, de son propre chef, ce délai à deux ans ce qui lui vaut d'être démis et rappelé à Rome.
Le cardinal-légat d'Avignon Francesco Barberini prend une mesure interdisant aux Juifs de résider dans la ville de leur choix. Le 4 septembre 1624, il leur assigne comme résidence Avignon, Carpentras, Cavaillon et L'Isle-sur-la-Sorgue. Ce sont les quatre saintes communautés (Arba Kehilot en hébreu) des juifs comtadins.
Pour éviter les contacts nocturnes trop fréquents entre juifs et chrétiens d'Avignon, le vice-légat Jean Nicolas Conti, le 1er juillet 1656, ordonne de murer toutes les ouvertures de leur carrière.